# Mikojan-Gurevitj MiG-105
Mikoyan Gurevich MiG-105 var det sovjetiske svar på den amerikanske X-20 Dyna-soar. Det var et rumfly der skulle medbringe enten bomber, eller udstyr som kunne tilintetgøre satellitter.
- Wikimedia Commons har flere filer relateret til Mikojan-Gurevitj MiG-105

| Militær | Spire Denne artikel om militær er en spire som bør udbygges. Du er velkommen til at hjælpe Wikipedia ved at udvide den. |